# Ханко Артем Олександрович
Арте́м Олекса́ндрович Ханко — український військовослужбовець, капітан[первинне джерело] Збройних сил України, учасник російсько-української війни.

## З життєпису
Штурман авіаційної ескадрильї. З перших днів повномасштабної агресії Росії проти України виконує бойові завдання на літаках Су-24М та Су-24МР.
Станом на грудень 2022 року здійснив 78 бойових вильотів для ураження особового складу й техніки противника, пунктів управління, логістичних центрів. Виконував завдання зі знищення взводних опорних пунктів ворога, скупчення військової техніки на залізничних станціях, складів озброєння та боєприпасів, ведення повітряної розвідки.
29 вересня 2022 року після успішного виконання завдання в складі екіпажу Су-24М літак був уражений ракетами ППО ворога; вимушений катапультуватися.

## Нагороди
Кавалер
- Хреста бойових заслуг (2022),
- ордена «За мужність» III ступеня (2022).